# Брендон, Николас
Николас Брендон Шульц (англ. Nicholas Brendon Schultz; род. 12 апреля 1971) — американский актёр, наиболее известный по роли Ксандера Харриса в телесериале «Баффи — истребительница вампиров».

## Ранние годы
Николас Брендон Шульц родился в Лос-Анджелесе, Калифорния. В молодости стремился стать профессиональным игроком в бейсбол, но вынужден был отказаться от мечты из-за травмы руки. В 20 лет пробовал свои силы пробиться в Голливуд. После неудачи работал в множестве мест, включая помощника водопроводчика, официанта и ассистента режиссёра. После этого с четвёртого раза был утверждён на роль в телесериале «Баффи».

## Карьера
Первой заметной ролью Брендона стал персонаж Ксандер Харрис в телесериале «Баффи — истребительница вампиров». После окончания в 2003 году проекта Брендон присоединился к актёрскому составу ситкома «Секреты на кухне», снятого на основе книги шеф-повара Энтони Бурдена. После съёмок тринадцати эпизодов шоу было отменено из-за низких рейтингов. В 2006—2007 годах он озвучивал персонажа по имени Хантсбой #86 в 6 эпизодах мультсериала «Американский дракон: Джейк Лонг».
С 26 июля по 30 августа 2006 года Николас Брендон участвовал в постановке «Лобстер Элис» в Лос-Анджелесе вместе с Ноа Уайли. В том же году актёр, вместе со своей коллегой по «Баффи» Каризмой Карпентер, снялся в телевизионном фильме «Относительный хаос». В октябре 2007 года Брендон присоединился к актёрскому составу телесериала «Мыслить как преступник». С 20 ноября по 20 декабря 2009 года Николас Брендон играл в спектакле «Дневники Санталенда». С 2010 по 2011 год актёр появился в 4 эпизодах телесериала «Частная практика» в роли пациента доктора Уоллеса, изнасиловавшего Шарлотту Кинг.

## Личная жизнь
В 2001 году Брендон женился на Тресси Дифиглиа. В 2007 году пара развелась.

## Фильмография
| Год       |     | Русское название                                      | Оригинальное название                   | Роль            |
| --------- | --- | ----------------------------------------------------- | --------------------------------------- | --------------- |
| 1993      | с   | Женаты… с детьми                                      | Married… with Children                  | парень из банды |
| 1995      | ф   | Дети кукурузы 3: Городская жатва                      | Children of the Corn III: Urban Harvest | баскетболист    |
| 1995      | с   | Мир Дейва                                             | Dave’s World                            | н/д             |
| 1997—2003 | с   | Баффи — истребительница вампиров                      | Buffy the Vampire Slayer                | Ксандер Харрис  |
| 2000      | ф   | Пляжный психоз                                        | Psycho Beach Party                      | Старкэт         |
| 2002      | ф   | Пиньята: Остров демона                                | Survival Island                         | Кайл            |
| 2002      | ки  | —                                                     | Buffy the Vampire Slayer                | Ксандер Харрис  |
| 2003      | ки  | —                                                     | Buffy the Vampire Slayer: Chaos Bleeds  | Ксандер Харрис  |
| 2003      | тф  | —                                                     | The Pool at Maddy Breaker’s             | н/д             |
| 2004      | тф  | Селеста в большом городе                              | Celeste in the City                     | Дэна Харрисон   |
| 2004      | мс  | Баффи — истребительница вампиров: Анимационный сериал | Buffy: The Animated Series              | Ксандер Харрис  |
| 2005—2006 | с   | Секреты на кухне                                      | Kitchen Confidential                    | Сет Ричман      |
| 2006      | тф  | Семейные тайны                                        | Relative Chaos                          | Гил Гилберт     |
| 2006—2007 | мс  | Американский дракон: Джейк Лонг                       | American Dragon: Jake Long              | Хантсбой #86    |
| 2007      | тф  | Огненный змей                                         | Fire Serpent                            | Джейк Релм      |
| 2007      | ф   | —                                                     | Unholy                                  | Лукас           |
| 2007      | ф   | Кровь на шоссе                                        | Blood on the Highway                    | Чейз Синклер    |
| 2007—2014 | с   | Мыслить как преступник                                | Criminal Minds                          | Кевин Линч      |
| 2008      | с   | —                                                     | Turbo Dates                             | Кэмерон         |
| 2009      | с   | Без следа                                             | Without a Trace                         | Эдгер           |
| 2009      | тф  | Секрет соседа                                         | My Neighbor’s Secret                    | Брент           |
| 2009      | тф  | Золотое Рождество                                     | A Golden Christmas                      | Майкл           |
| 2010      | с   | —                                                     | Robot, Ninja & Gay Guy                  | мистер Ферпер   |
| 2010      | ф   | Портал                                                | The Gateway                             | Пол             |
| 2010—2011 | с   | Частная практика                                      | Private Practice                        | Ли Макгенри     |
| 2011      | кор | —                                                     | The Quincy Rose Show                    | Ники            |
| 2011      | ф   | Трудности любви                                       | Hard Love                               | Рич             |
| 2012      | с   | Голливудские холмы                                    | Hollywood Heights                       | Дэн Теста       |
| 2013      | ф   | Большая гей-любовь                                    | Big Gay Love                            | Энди            |
| 2013      | ф   | Связь                                                 | Coherence                               | Майк            |
| 2014      | ф   | —                                                     | The Morningside Monster                 | Марк Мэттьюс    |
| 2014      | ф   | Индиго                                                | Indigo                                  | Гэри            |
| 2014—2015 | с   | Фальсификация                                         | Faking It                               | Джексон Ли      |
| 2017      | ф   | Рэдвуд                                                | Redwood                                 | Винсент         |
| 2018      | ф   | Няня                                                  | The Night Sitter                        | Дэвид           |
| 2018      | ф   | —                                                     | Milk and Honey: The Movie               | Брэд Уолш       |
| 2018      | ф   | —                                                     | Judgment                                | пастор Дэн      |
| 2019      | с   | Тёмная сеть                                           | Dark/Web                                | Донован         |
| 2019      | кор | —                                                     | Tics                                    | Нил             |

## Награды и номинации
Премия «Сатурн»
- 1998: номинация «Лучший телевизионный актёр» — («Баффи — истребительница вампиров»)
- 1999: номинация «Лучший телевизионный актёр» — («Баффи — истребительница вампиров»)
- 2000: номинация «Лучший телевизионный актёр» — («Баффи — истребительница вампиров»)